# Muricella complanata
Muricella complanata is een zachte koraalsoort uit de familie Acanthogorgiidae. De koraalsoort komt uit het geslacht Muricella. Muricella complanata werd in 1889 voor het eerst wetenschappelijk beschreven door Wright & Studer. 